# Бразильсько-японські відносини

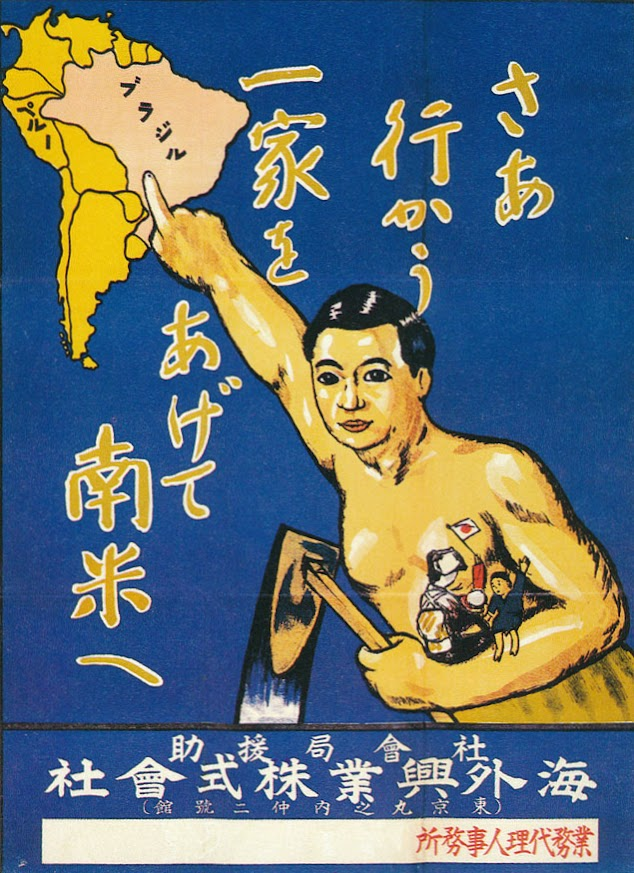
Афіша-заклик японцям емігрувати до Бразилії

Бразильсько-японські відносини - двосторонні дипломатичні відносини між Бразилією та Японією.

## Історія
Перший контакт між Бразилією та Японією встановлено через португальських дослідників, які вперше прибули до Японії у 1543 та заснували місто Нагасакі.
У 1588 Португалія заснувала свої перші колонії в Бразилії.
У 1543-1638 португальсько-японська торгівля здійснювалася через перевалочний пункт у Бразилії, що залишилося в історії під назвою Торгівля з південними варварами.
Багато японських продуктів потрапляли на ринок в Бразилії, а також у цю країну масово мігрували японські робітники до роботи на плантаціях.
До 1638 португальським торговцям більше не дозволялося торгувати в самій Японії, проте торгівля між країнами продовжила здійснюватися через португальську колонію в Макао. Потім Японія вступила в період самоізоляції.
У вересні 1822 Бразилія отримала незалежність від Португалії.
У жовтні 1868 в Японії почався період Мейдзі, що спричинило встановлення дипломатичних відносин у тому числі і з Бразилією.
У 1895 Бразилія та Японія підписали Договір про дружбу, торгівлю та судноплавство.
У 1897 країни відкрили посольства в столицях одна одної.
У червні 1908 до Бразилії прибуло судно Касато Мару з Японії, на борту якого було 790 японських мігрантів.
Між 1908 і 1941 понад 190 000 японців іммігрували до Бразилії, шукаючи кращого життя в цій країні.
Під час Першої світової війни дві країни були союзниками і воювали проти Центральних держав. Бразилія підтримала японську пропозицію про расову рівність на Паризькій мирній конференції.
Але вже під час Другої світової війни Бразилія розірвала дипломатичні відносини з Японією після нападу на Перл-Харбор у січні 1942 і об'єдналася з країнами Антигітлерівської коаліції. Кілька тисяч бразильців японського походження було заарештовано або депортовано через підозри у шпигунстві. Бразильський уряд також закрив сотні японських шкіл, вилучив обладнання зв'язку та організував переселення японців углиб країни, подалі від берегової лінії. Деякі бразильські японці зазнали тортур: їх примушували наступати на зображення імператора Хірохіто, який вважався божеством у Японії.
У 1952 дипломатичні відносини між країнами відновлені.
У 1953-1973 ще 55 000 японців іммігрувало до Бразилії.
У липні 1959 прем'єр-міністр Японії Нобусуке Кісі став першим главою японської держави, який відвідав Бразилію з офіційним візитом.
У вересні 1976 президент Бразилії Ернесту Гайзел відвідав Японію з офіційним візитом.
У 1997 японський імператор Акіхіто відвідав Бразилію, що стало його третім візитом в цю країну.
У 1990 японський уряд ухвалив закон, що дозволяє японцям та їхнім нащадкам до третього покоління повернутися до Японії. З того часу близько 300 000 бразильців японського походження переселилися до Японії і стали третьою за чисельністю групою іммігрантів у Японії після китайців та корейців. Однак, потім деякі з них повернулися до Бразилії після того, як заробили в Японії грошей на купівлю нерухомості у Бразилії.
У 2015 країни відзначили 120 років від дня встановлення дипломатичних відносин.

## Торгові відносини
У 2015 товарообіг між Бразилією та Японією склав суму 8 мільярдів доларів США.
Експорт Японії до Бразилії: автомобілі, автомобільні деталі, двигуни та металообробні верстати.
Експорт Бразилії до Японії: залізняк, м'ясо, кольорові метали, хімікати, залізо і сталь.
У 2016 прямі інвестиції Японії в економіку Бразилію становили суму 1,4 млрд. доларів США. У тому ж році Японія посіла третє місце у списку найбільших торгових партнерів Бразилії в Азії та сьомим у світі. У Бразилії діють кілька відомих багатонаціональних японських компаній, таких як Daiso, Honda, Sony, Toshiba і Toyota.
У 2007 Japan Airlines придбала бразильські літаки Embraer.

## Діаспора
Близько 1,6 млн. бразильців мають японське походження, що робить Бразилію країною з найбільшою японською громадою за межами Японії. У Японії проживає третя у світі за чисельністю бразильська діаспора, більшість із членів якої мають японське походження.